# Кусканский кечуа
Кусканский кечуа (кечуа  Qusqu Runasimi или Qusqu Qhichwa) — это кечуанский диалект, относящийся к диалектной группе Куско-Кольяо, на котором говорят в перуанском департаменте Куско, включая город Куско.
Кусканский кечуа считается более престижным по сравнению с другими кечуанскими языками, так как Куско некогда был столицей Инкской империи. Это самый чистый (с наименьшим числом заимствований из испанского языка) и самый богатый диалект кечуа как лексически (20 тысяч слов), так и фонетически (28 фонем и 33 звука). Высшая академия языка кечуа (AMLQ) пропагандирует этот идиом в качестве стандартного, настаивая на использовании пятигласной орфографии (a, e, i, o, u). Например, кусканский кечуа в этой системе записывается как Qosqo Qheswa. Однако официально признанным стандартным языком для кусканского кечуа является южнокечуанский литературный язык, в котором для записи исконной лексики употребляются только a, i и u.

## Фонология

### Гласные
Источник 
|                | Передний ряд | Средний ряд | Задний ряд |
| -------------- | ------------ | ----------- | ---------- |
| Высокий подъём | i            |             | u          |
| Средний подъём | e            |             | o          |
| Низкий подъём  |              | ɐ           |            |

### Согласные
Источник 
|                           |                           | Губные | Альвеолярные | Постальвеолярные | Палатальные | Заднеязычные | Увулярные | Глоттальные |
| ------------------------- | ------------------------- | ------ | ------------ | ---------------- | ----------- | ------------ | --------- | ----------- |
| Взрывные                  | Простые                   | p      | t            |                  |             | k            | q         |             |
| Взрывные                  | Придыхательные            | pʰ     | tʰ           |                  |             | kʰ           | qʰ        |             |
| Взрывные                  | Абруптивные               | pʼ     | tʼ           |                  |             | kʼ           | qʼ        |             |
| Аффрикаты                 | Простые                   |        |              | t͡ʃ               |             |              |           |             |
| Аффрикаты                 | Придыхательные            |        |              | t͡ʃʰ              |             |              |           |             |
| Аффрикаты                 | Абруптивные               |        |              | t͡ʃʼ              |             |              |           |             |
| Фрикативные               | Фрикативные               |        | s            |                  |             |              |           | h           |
| Носовые                   | Носовые                   | m      | n            |                  | ɲ           |              |           |             |
| Центральные аппроксиманты | Центральные аппроксиманты | w      | ɾ            |                  | j           |              |           |             |
| Боковые аппроксиманты     | Боковые аппроксиманты     |        | l            |                  | ʎ           |              |           |             |